# Касандра Клеър
Касандра Клеър (на английски: Cassandra Clare) е псевдоним на Джудит Румелт (Judith Rumelt), по мъж Люис (Lewis) – американска писателка на фентъзи романи, известна с поредицата „Реликвите на смъртните“.

## Биография и творчество
Родена е на 27 юли 1973 г. в Техеран, Иран, докато родителите ѝ – американците Елизабет Розенберг и Ричард Румелт пребивават там. Баща ѝ е професор в бизнес училище и автор. Дядо ѝ по майчина линия е филмовият продуцент Макс Розенберг. Тя е еврейка и описва семейството си като нерелигиозно.
Прекарва голяма част от детството си, като пътува със семейството си по света. Съвсем малка прави едномесечен преход през Хималаите в раницата на баща си, а до 10-годишна възраст вече е живяла във Франция, Англия и Швейцария.
При постоянните премествания на семейството Джудит опознава както страните, така и книгите, с които не се разделя. Докато учи в гимназията в Лос Анджелис, тя пише истории, за да забавлява съучениците си, включително един епичен роман, наречен The Beautiful Cassandra на базата на разказ на Джейн Остин със същото име. По-късно той става основа за нейния псевдоним.
След колежа тя живее в Лос Анджелис и Ню Йорк, където работи в различни списания и таблоиди, вкл. „Холивуд Рипортър“. Докато работи като журналистка, започва да пише своите първи произведения – The Draco Trilogy (2000 – 2006), за героя Драко Малфой от романите за Хари Потър, и The Very Secret Diaries (2001 – 2002) по романа „Властелинът на пръстените“. Те са предназначени за свободно разпространение сред феновете на тези популярни романи.
Първият ѝ разказ The Girl's Guide to Defeating the Dark Lord е публикуван през 2004 г. в жанра хумористична литература. Същата година започва да пише първата книга от серията „Реликвите на смъртните“, вдъхновена от градския пейзаж на Манхатън и ателиетата за татуировки. През 2006 г. решава изцяло да се посвети на писателското си поприще.
През 2007 г. излиза романът „Град от кости“, който веднага става бестселър в списъка на „Ню Йорк Таймс“ и я прави изключително популярна сред любителите на фентъзи жанра. В поредицата героите Клеъри Фрей, Саймън Люис и Джейс Уайланд търсят митичните Меч, Огледало и Бокал, сред ъндърграунда на Ню Йорк и легендарните Ловци на сенки. Първият цикъл от поредицата включва първите три романа, а вторият цикъл започва с „Град на паднали ангели“. Поредицата „Реликвите на смъртните“ е приета за екранизация, а книгите от нея имат многобройни номинации и награди.
През 2009 г. писателката започва публикуването на поредицата „Адски устройства“, в която предисторията на събитията от серията „Реликвите на смъртните“ се развива във Викторианската епоха. През 2013 г. излиза първият роман от серията „Хрониките на Бейн“.
Приятелка е с писателката Холи Блек, с която има общи герои и планове за съвместни романи.
Живее със съпруга си Джошуа Люис в Амхърст, Масачузетс.

## Произведения

### Вселената на ловците на сенки (The Shadowhunter Chronicles)

#### Поредица „Реликвите на смъртните“ (The Mortal Instruments)
1. City of Bones (2007)
Град от кости, изд.: „Ибис“, София (2010), прев. Людмила Костова, ISBN 978-954-9321-26-5
2. City of Ashes (2008)
Град от пепел, изд.: „Ибис“, София (2010), прев. Людмила Костова, ISBN 978-954-9321-36-4
3. City of Glass (2009)
Град от стъкло, изд.: „Ибис“, София (2010), прев. Людмила Костова, ISBN 978-954-9321-44-9
4. City of Fallen Angels (2011)
Град на паднали ангели, изд.: „Ибис“, София (2011), прев. Мария Бенчева, ISBN 978-954-9321-58-6
5. City of Lost Souls (2012)
Град на изгубени души, изд.: „Ибис“, София (2012), прев. Вера Паунова, ISBN 978-619-157-030-0
6. City of Heavenly Fire (2014)
Град на небесен огън, изд.: „Ибис“, София (2014), прев. Вера Паунова, ISBN 978-619-157-080-5

##### Свързани издания
- Shadowshunters and Downworlders: A Mortal Instruments Reader (2013) – със Сара Рийс Бренън, Холи Блек, Рейчъл Кейн и Ками Гарсия
- The Shadowhunter's Codex (с Джошуа Люис) (2013)
- The Bane Chronicles (2014) – със Сара Рийс Бренън и Морийн Джонсън
Хрониките на Магнус Бейн, изд.: ИК „Ибис“, София (2015), прев. Боряна Даракчиева, ISBN 978-619-157-119-2
- Tales from the Shadowhunter Academy (2016) – със Сара Рийс Бренън, Морийн Джонсън и Робин Уосърман
Истории от Академията за ловци на сенки, изд.: ИК „Ибис“, София (2016), прев. Вера Паунова, ISBN 978-619-157-179-6
- A History of Notable Shadowhunters and Denizens of Downworld (2016) (илюстрации на Касандра Джийн)
- The Official Mortal Instruments Coloring Book (илюстрации на Касандра Джийн) (2017)
- Ghosts of the Shadow Market: An Anthology of Tales (2019) – със Сара Рийс Бренън, Морийн Джонсън, Кели Линк и Робин Уосърман
Призраци от пазара на сенките, изд.: ИК „Ибис“, София (2019), прев. Вера Паунова, ISBN 978-619-157-320-2

##### Поредица „Реликвите на смъртните“ – графични романи
Илюстрации на Касандра Джийн
- The Mortal Instruments: The Graphic Novel, Vol. 1 (2017)
- The Mortal Instruments: The Graphic Novel, Vol. 2 (2018)
- The Mortal Instruments: The Graphic Novel, Vol. 3 (2019)
- The Mortal Instruments: The Graphic Novel, Vol. 4 (2020)
- The Mortal Instruments: The Graphic Novel, Vol. 5 (2022)
- The Mortal Instruments: The Graphic Novel, Vol. 5 (2022)
- The Mortal Instruments: The Graphic Novel, Vol. 6 (2022)
- The Mortal Instruments: The Graphic Novel, Vol. 7 (2023)
- The Mortal Instruments: The Graphic Novel, Vol. 8 (2024)
- The Mortal Instruments: The Graphic Novel, Vol. 9 (планирана)

#### Поредица „Адски устройства“ (The Infernal Devices)
1. Clockwork Angel (2009)
Ангел с часовников механизъм, изд.: ИК „Ибис“, София (2011), прев. Александър Драганов, ISBN 978-954-9321-59-3
2. Clockwork Prince (2011) 
Принц с часовников механизъм, изд.: ИК „Ибис“, София (2012), прев. Ирена Патулова, ISBN 978-619-157-023-2
3. Clockwork Princess (2013) 
Принцеса с часовников механизъм, изд.: ИК „Ибис“, София (2013), прев. Вера Паунова, ISBN 978-619-157-050-8

##### Поредица „Адски устройства“ – графични романи
Илюстрации на HyeKyung Baek
- The Infernal Devices: Clockwork Angel, Volume 1 (2012)
- The Infernal Devices: Clockwork Prince, Volume 2 (2013)
- The Infernal Devices: Clockwork Princess, Volume 3 (2014)

#### Поредица „Тъмни съзаклятия“ (The Dark Artifices)
1. Lady Midnight (2016)
Лейди Полунощ, изд.: ИК „Ибис“, София (2016), прев. Вера Паунова, ISBN 978-619-157-155-0
2. Lord of Shadows (2016)
Повелител на сенките, изд.: ИК „Ибис“, София (2017), прев. Вера Паунова, ISBN 978-619-157-208-3
3. Queen of Air and Darkness (2018)
Кралица на въздух и мрак, изд.: ИК „Ибис“, София (2019), прев. Вера Паунова, ISBN 978-619-157-298-4

#### Поредица „Най-древните проклятия“ (The Eldest Curses) – сУесли Чу
1. The Red Scrolls of Magic (2019)
Червените магически свитъци, изд.: ИК „Ибис“, София (2020), прев. Вера Паунова, ISBN 978-619-157-352-3
2. The Lost Book of the White (2020)
Изгубената Бяла книга, изд.: ИК „Ибис“, София (2022), прев. Вера Паунова, ISBN 978-619-157-379-0
3. The Black Volume of the Dead (планирана)

#### Поредица „Последните часове“ (The Last Hours)
1. Chain of Gold (2020)
Верига от злато, изд.: ИК „Ибис“, София (2021), прев. Вера Паунова, ISBN 978-619-157-359-2
2. Chain of Iron (2021)
Верига от желязо, изд.: ИК „Ибис“, София (2022), прев. Вера Паунова, ISBN 978-619-157-374-5
3. Chain of Thorns (2023)
Верига от тръни, изд.: ИК „Ибис“, София (2023), прев. Вера Паунова, ISBN 978-619-157-412-4

#### Поредица „Странните сили“ (The Wicked Powers)
- The Last King of Faerie (2026)
- The Last Prince of Hell (планирана)
- The Last Shadowhunter (планирана)

### Поредица „Магистериум“ (Magisterium) – сХоли Блек
1. The Iron Trial (2014)
Железният изпит, изд.: Егмонт България, София (2014), прев. Александър Драганов, ISBN 978-954-27-1296-1
2. The Copper Gauntlet (2015)
Медната ръкавица, изд.: Егмонт България, София (2015), прев. Александър Драганов, ISBN 978-954-27-1561-0
3. The Bronze Key (2016)
Бронзовият ключ, изд.: „Егмонт България“,[1] София (2016), прев. Александър Драганов, ISBN 978-954-27-1825-3
4. The Silver Mask (2017)
Сребърна маска, изд.: „Егмонт България“, София (2017), прев. Александър Драганов, ISBN 978-954-27-2123-9
5. The Golden Tower (2018)
Златната кула, изд.: „Егмонт България“, София (2018), прев. Александър Драганов, ISBN 978-954-27-2230-4

### Поредица „Хрониките на Касълейн“ (The Chronicles of Castellane)
1. Sword Catcher (2023)
2. The Ragpicker King (2025)
3. The Bone Conjurers (планирана)

### Сборници разкази
- The Girl's Guide to Defeating the Dark Lord, в Turn the Other Chick (2004)
- Charming, в So Fey (2007)
- Graffiti, в Magic in the Mirrorstone (2008)
- Other Boys, в The Eternal Kiss (2009)
- The Mirror House, в Vacations from Hell (2009) – с участието на Либа Брей, Клаудия Грей, Морийн Джонсън и Сара Млиновски
- I Never, в Geektastic (2009)
- Cold Hands, в ZVU: Zombies Versus Unicorns (2010)
- The Perfect Dinner Party, в Teeth: Vampire Tales (2011) – с Холи Блек
- The Rowan Gentleman, в Welcome to Bordertown (2011) – с Холи Блек
- Sisters Before Misters, в Dark Duets: All-New Tales of Horror and Dark Fantasy (2014) – със Сара Рийс Бренън и Холи Блек

### Фензини
- The Draco Trilogy (2000 – 2006): "Draco Dormiens", "Draco Sinister", and "Draco Veritas" – по романите за Хари Потър
- The Very Secret Diaries (2001 – 2002) – по романа „Властелинът на пръстените“

## Екранизации
- 2013 Реликви на смъртните: Град от кости, City of Bones
- 2016 – 2019 Shadowhunters – сериал по Netflix (3 сезона)